# 漢中路駅
漢中路駅（かんちゅうろ-えき）は、中華人民共和国上海市静安区にある上海軌道交通（地下鉄）の駅。1号線、12号線、13号線の3路線が乗り入れる。

## 歴史
- 1995年4月10日 - 1号線の駅が開業。
- 2015年12月19日 - 12号線・13号線の駅が開業。

## 駅構造
地下駅。1号線は恒通路の真下を斜め横断、12号線は長安路の真下、13号線は凱徳星貿（Capital square）の真下に位置する。プラットホームは各線共に島式ホーム1面2線を有しており、フルハイトタイプのホームドアを完備している。
1号線は地下1階がコンコース階、地下2階がホーム階である。地下1階と地下2階は階段、エスカレーター、エレベーターで結んでいるが、エレベーターの利用には予約が必要である。駅構内に《青春·太阳》と題するのタイル壁画があり、これは駅周辺の上海青年文化活動中心をイメージしたものである。
12号線と13号線のコンコース・改札口は共通であり、コンコース階は地下2階、12号線のホーム階は地下3階、13号線のホーム階は地下5階にある。コンコース階の面積は12,000平方メートルあり、天井の装飾に金色の天井のアルミパネルを使用し、照明は水滴の形をしており、上海の都会人のペースの速い生活をイメージしている。コンコース階の改札内の北側に1号線との乗り換え通路がある。12号線と13号線の乗り換えはプラットホーム同士を結ぶ階段で行うことができる。
1号線と12・13号線の間の乗り換え通路の照明は《地下蝴蝶魔法森林》と題された作品が使われている。作品にあしらわれている蝶は全て本物の蝶の形で3Dプリントされており、背面にはLEDライトがある。このライトは18色に変更でき、これは2020年までに建設される上海軌道交通18路線のラインカラーを表している。
漢中路駅4番出口は兆安酒店の建物内にある。

### のりば
※全ての路線において案内上ののりば番号は設定されていない。
| 番線                    | 路線   | 行先                                   | 備考 |
| ----------------------- | ------ | -------------------------------------- | ---- |
| 1号線ホーム（地下2階）  |        |                                        |      |
| 南方面                  | 1号線  | 徐家匯・上海南・莘荘方面               |      |
| 北方面                  | 1号線  | 人民広場・上海火車駅・富錦路方面       |      |
| 12号線ホーム（地下3階） |        |                                        |      |
| 南西方面                | 12号線 | 陝西南路・大木橋路・七莘路方面         |      |
| 北東方面                | 12号線 | 曲阜路・大連路・金海路方面             |      |
| 13号線ホーム（地下5階） |        |                                        |      |
| 西方面                  | 13号線 | 長寿路・金沙江路・金運路方面           |      |
| 東方面                  | 13号線 | 南京西路・一大会址・新天地・張江路方面 |      |

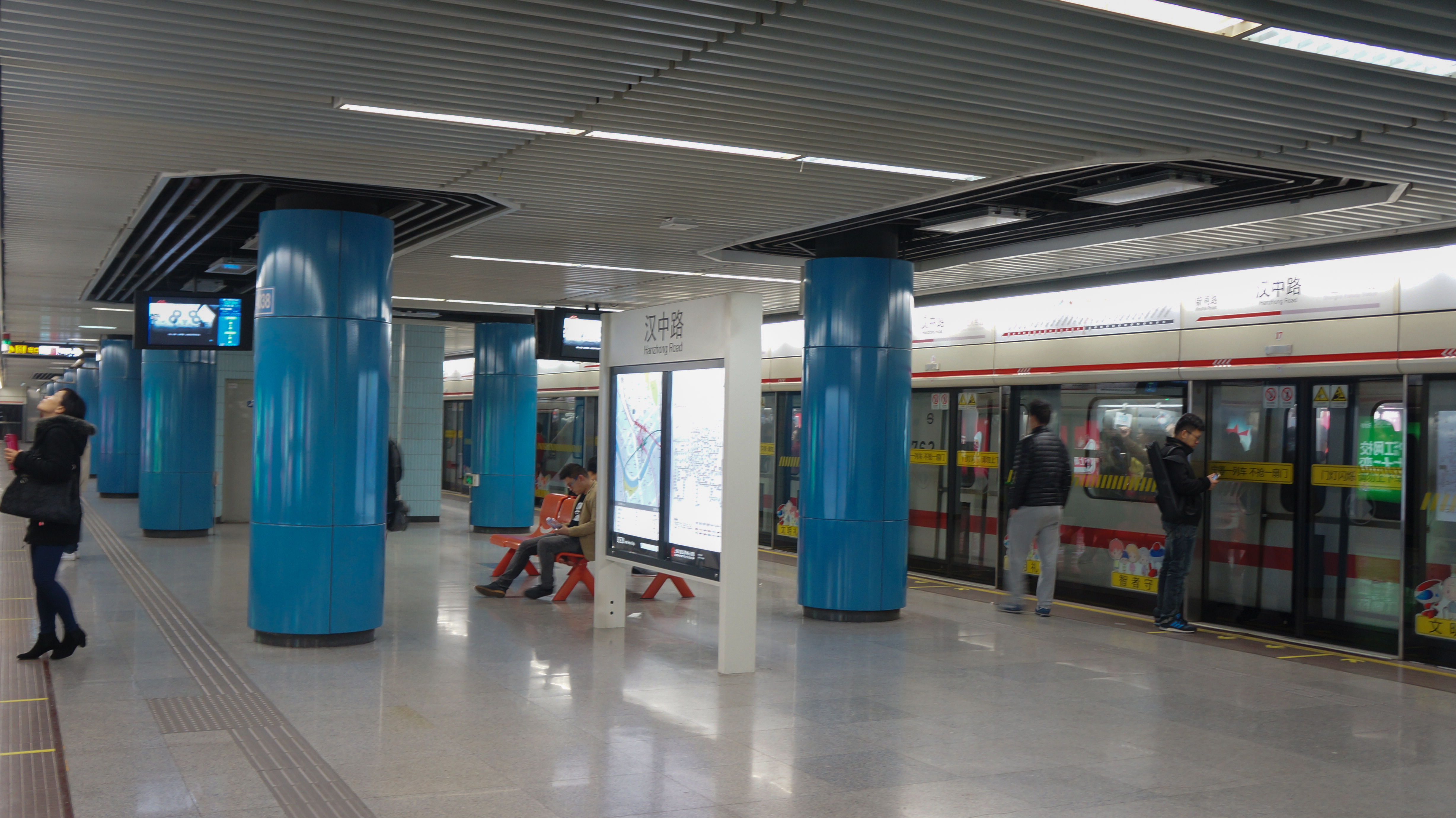
1号線ホーム
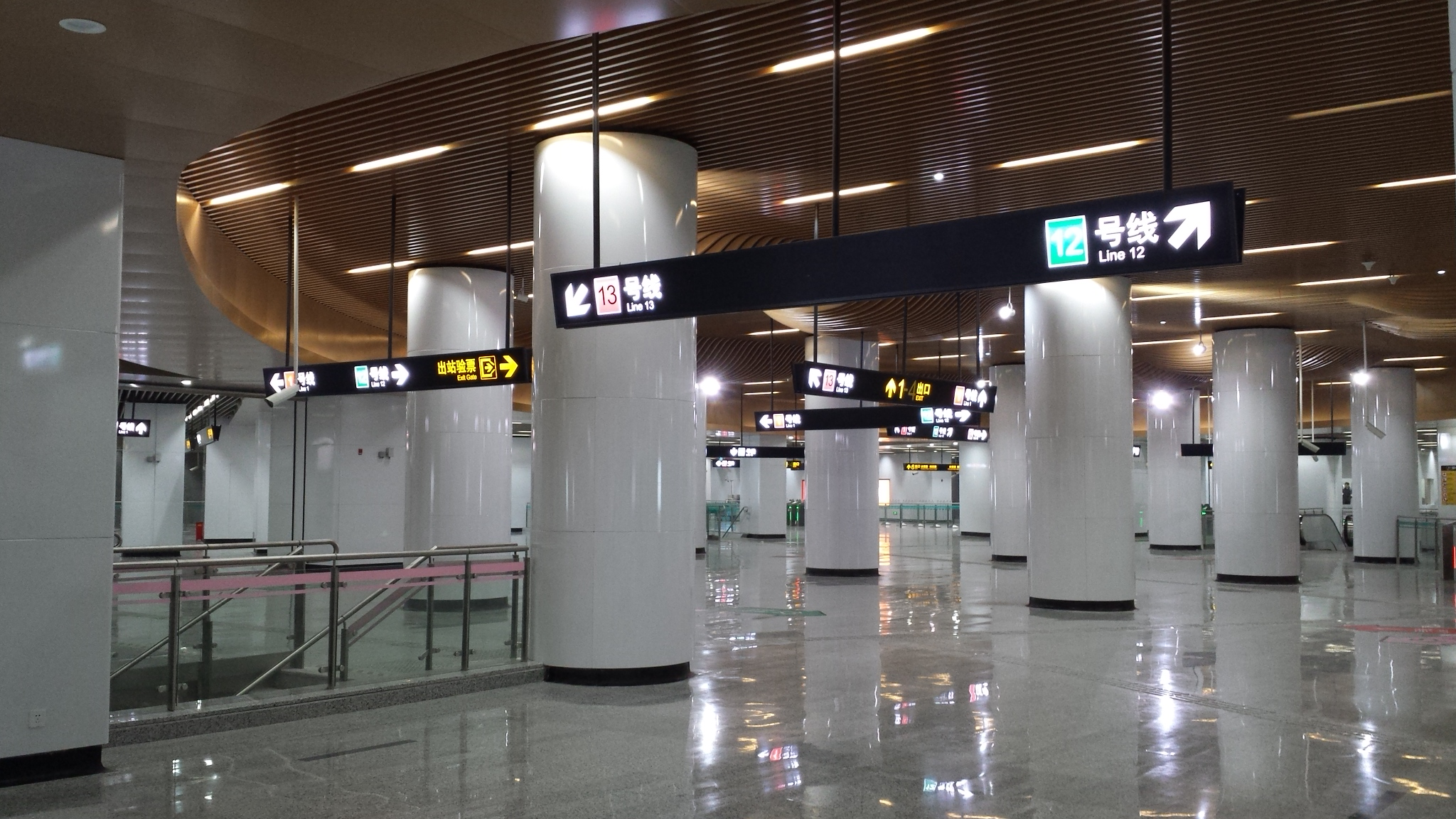
12・13号線コンコース
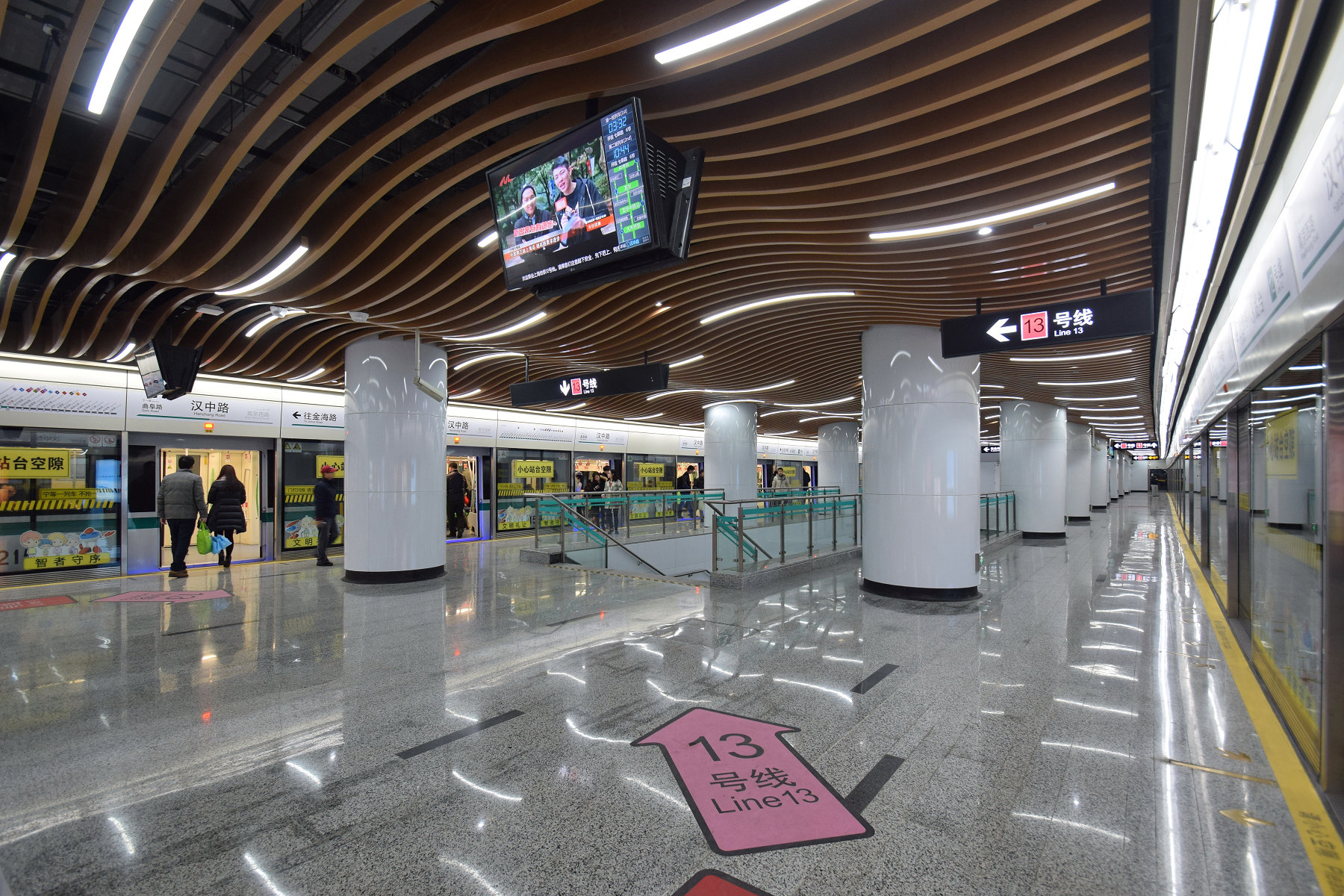
12号線ホーム
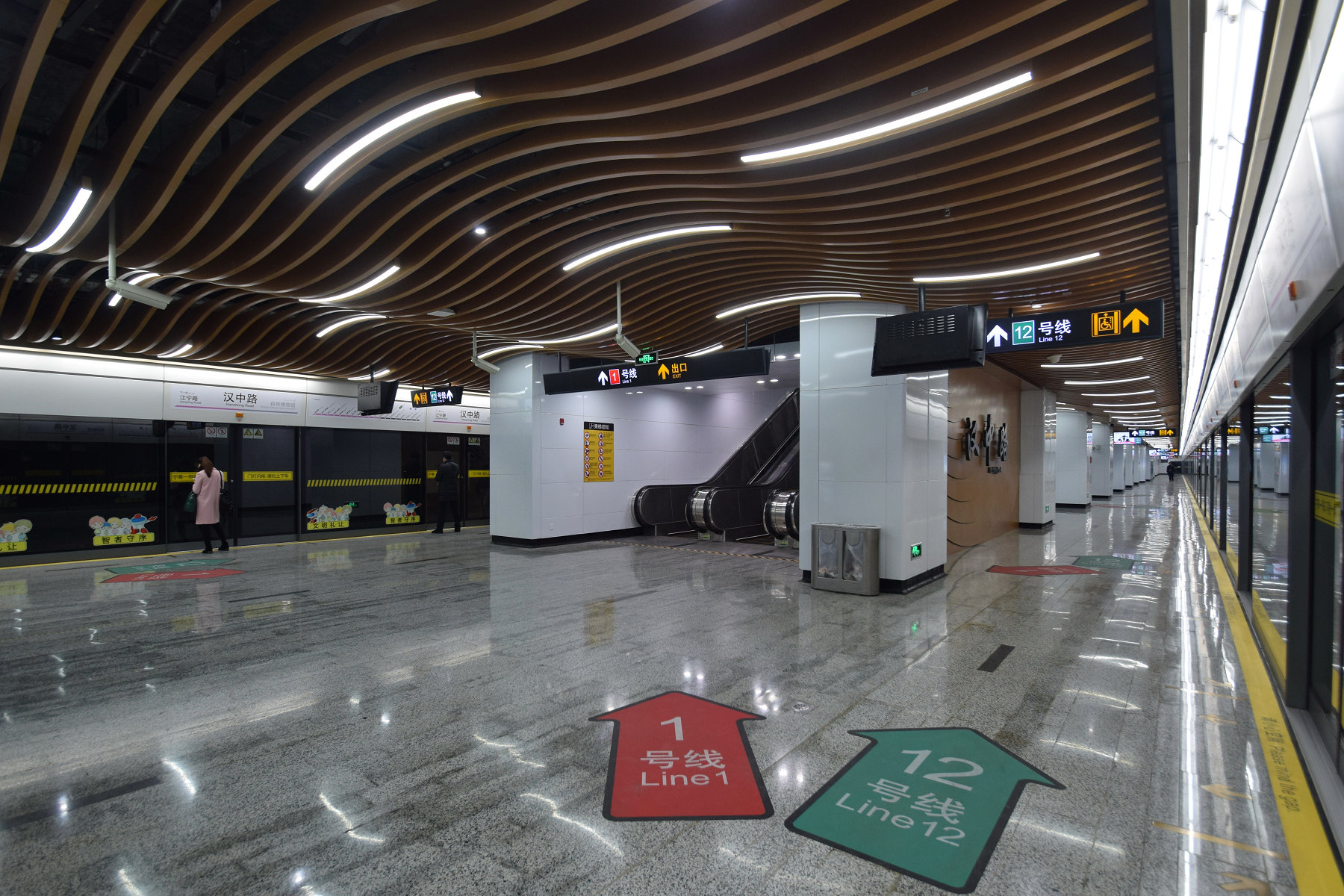
13号線ホーム
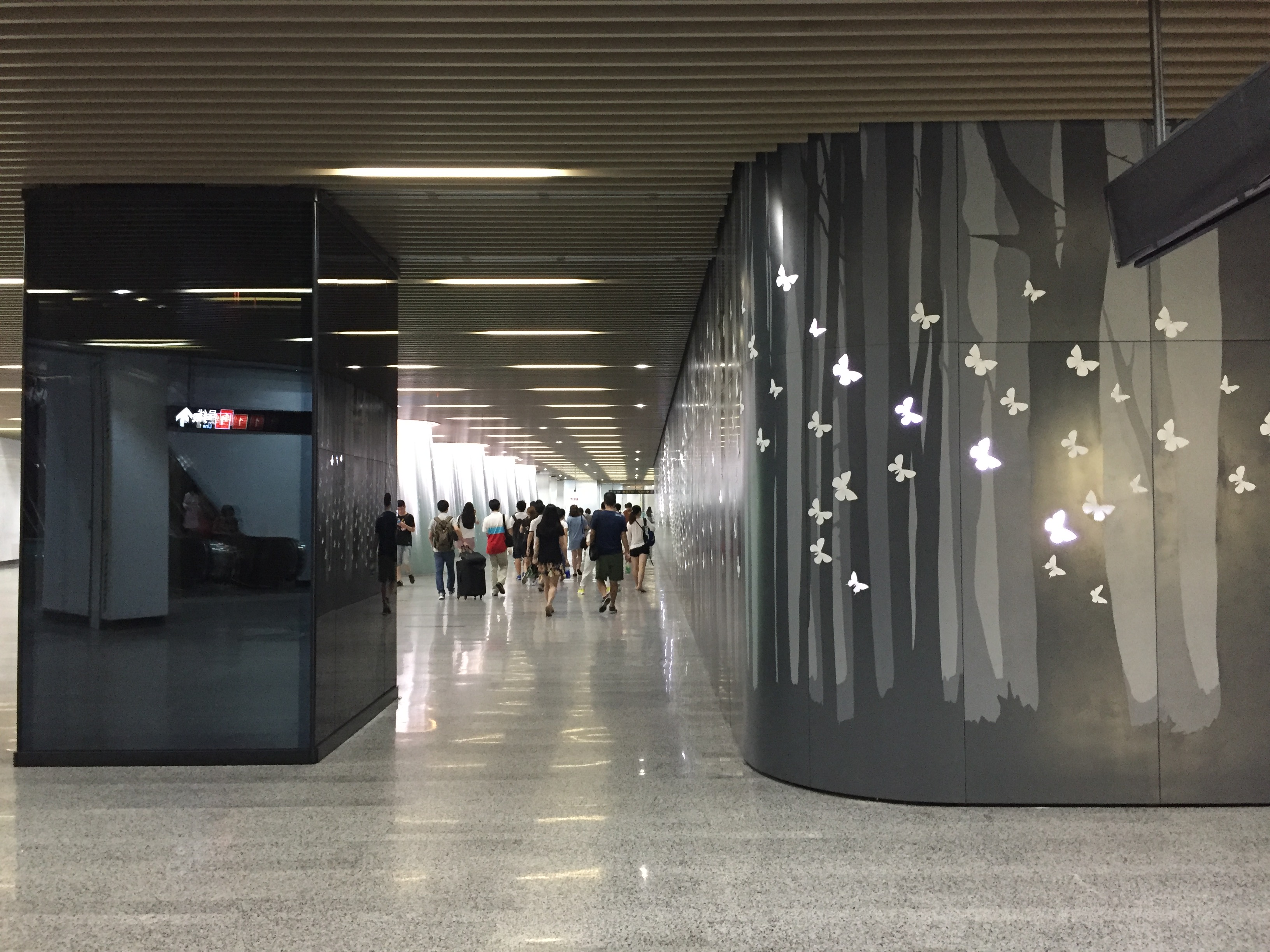
1号線と12・13号線を結ぶ乗り換え通路。壁には《地下蝴蝶魔法森林》の照明が設置されている。

## 駅周辺
- 上海青年文化活動中心
- 地鉄旭匯大楼
- 凱徳星貿（Capital square）
- 凱徳星貿邸
- 上海現代交通商務大厦
- 上海市静安区出入境办証中心
- 太陽City
- 安豊小区
- 上海人才大厦
- 兆安酒店（3つ星ホテル）

## バス路線
723、722、741、104

## 隣の駅
上海軌道交通
 1号線
新閘路駅 - 漢中路駅 - 上海火車駅
 12号線
南京西路駅 - 漢中路駅 - 曲阜路駅
 13号線
江寧路駅 - 漢中路駅 - 自然博物館駅